# مؤسسة محمد بن سلمان
مؤسسة محمد بن سلمان بن عبد العزيز المعروفة اختصارًا بـ (مسك)، مؤسسة غير ربحية في المملكة العربية السعودية، أنشأها الأمير محمد بن سلمان بن عبد العزيز، وهو من يرأس مجلس إداراتها، توفر التعليم للمجتمع في لمجالات كافة، من بينها المجالات الأدبية والثقافية والعلوم الاجتماعية والتكنولوجية، ومجالات الأعمال، وتعقد الشراكات مع المنظمات المحلية والعالمية، التي بدورها تقدم الدعم للمشاريع الناشئة، وكل ذلك بهدف تحقيق التطور والتقدم في السعودية، وزيادة إسهامها الفاعل، من خلال المشاركة في اللجان والعضويات الدولية، ومن أهمها منظمة الأمم المتحدة للتربية والثقافة والعلوم اليونسكو التي تعد المملكة عضوًا مؤسسًا فيها، وعضوا في مجلسها التنفيذي المنتخب في نوفمبر 2019. وفي 2016 جرى توقيع اتفاقية شراكة بين المنظمة، ومؤسسة (مسك) شملت إطلاق برامج مشتركة في مجالات التعليم، والثقافة، والإعلام، ودعم الشباب.

## الأهداف
- العمل على رقي العملية التعليمية، المعرفية والتنموية.
- نشر التوعية والمعرفة والثقافة في المجتمع.
- الإسهام في البرامج التعليمية والثقافية والمعرفية والتاريخية والرياضية والإعلامية.
- إنشاء المكتبات ومراكز المعلومات.
- تقديم الهبات والمساعدات والإعانات ودعم الجمعيات والمؤسسات الخيرية (المرخص لها رسمياً).

## مجالات الاهتمام
تهتم المؤسسة بأربعة مجالات رئيسة، هي، التعليم، والإعلام، والثقافة، والتقنية باعتبار أن هذه المحاور تشكل العمود الفقري لتطور أي مجتمع وازدهاره، وتشهد تحديثًا وتغيراً مستمراً في الأدوات والوسائل، ما يجعل مواكبة الجديد في هذه المجالات أمراً في غاية الأهمية للإمساك بزمام المبادرة وتحقيق التنمية المنشودة.

### التعليم
يمثل التعليم أحد أهم الركائز التي تستند إليها الحكومة لبناء المجتمع المعرفي الذي يسهم في التطور الحضاري، ذلك أن 5.986.414، طالبا وطالبة يدرسون في مدارس السعودية من مرحلة الروضة وحتى المرحلة الثانوية، و1.602.569، طالبًا وطالبة يدرسون في مؤسسات التعليم العالي حسب إحصاءات وزارة التعليم للعام 1440هـ، وتخصص الدولة للتعليم نحو 20 في المئة من النفقات المعتمدة بالميزانية العامة، إذ بلغ ما تم تخصيصه لقطاع التعليم العام والتعليم العالي وتدريب القوى العاملة ما يقارب 192 مليار ريال حسب ميزانية العام 2018م. ومن هذا المنطلق، أولت المؤسسة اهتمامها لهذه الفئة المهمة من المجتمع، وأسست “مدارس مسك” لنقل الممارسات العالمية في التعليم وتقديمها محلياً.

#### المؤسسات التعليمية التابعة لمؤسسة مسك الخيرية
- مدارس الرياض.
- مدارس مسك.
- أكاديمية مسك.

#### شراكاتها الاستراتيجية في مجال التعليم
- أكاديمية خان
- جامعة هارفارد.[9]

### الإعلام
أحدثت وسائل الإعلام -خصوصًا الحديثة منها- نقلة نوعية في فنون الاتصال ونقل المعلومات عبر العالم، ما بوّأ الإعلام مكانة عليا، وجعله أهم أداة يمكن التعويل عليها في نقل الخبرات والثقافات والأفكار وبناء الاتجاهات وتعزيز الحضور، ولذلك تضع المؤسسة الإعلام في مقدمة اهتمامها، وتركز على تنمية المهارات الإعلامية، مع الحرص الشديد على مواكبة أحدث الممارسات في مجال الإعلام، منطلقة من أهمية ألا يتخلى الإعلام عن مسؤوليته الاجتماعية بوصفه وسيلة بناء وتنمية تزيد من مستوى الوعي وترتقي بالمجتمع والوطن.
تعددت مبادرات «مسك» في الإعلام من خلال دعم أو تنظيم ملتقيات إعلامية مبتكرة أو إنشاء كيانات تهتم بالابتكار والتطوير في مجال الإعلام، ويشمل ذلك:
- تنظيم ملتقى مغردون سعوديون نسخة محفوظة 11 سبتمبر 2017 على موقع واي باك مشين.، وهو أكبر حدث تفاعلي يجمع الشباب المهتمين بشبكات التواصل الاجتماعي مع روادها لمناقشة أهم موضوعاتها وطرح الأفكار الإبداعية والإيجابية، وذلك في 8 مارس 2015م في الرياض.[11]
- تنظيم ملتقى الإعلام المرئي الجديد شوف. وهي مبادرة تهتم بالإعلام المرئي الرقمي وتسهم في رفع الوعي لدى الشباب وتستعرض أحدث الإحصائيات وأهم الموضوعات المتعلقة بصناعة هذا المجال، وذلك 15 نوفمبر 2015 في مدينة جدة.[12]
- رعاية فعاليات ” (TEDxYouth) تيدكس للشباب“.
- رعاية فعاليات ” (TEDxKids) تيدكس للأطفال“.[13] والتي تهدف إلى تسليط الضوء على إبداع الطفل والعناية به، وتنمية إمكاناته وصقل مواهبه. وتحرص «مسك الخيرية» من خلال رعايتها لهذه الفعالية على إبراز المبدعين الصغار وتشجيعهم وفتح آفاق نجاحات جديدة لديهم.[14][15]
- إنشاء مركز مانجا للإعلام.
- دعم فعالية ”شارك“.
- دعم فعالية ”كمّل“.
- دعم برنامج ”ببساطة“.
- دعم مبادرة ”وطن يقرأ“.

### الثقافة
لطالما كان المستوى الثقافي بمثابة معيار لمدى الرقي الفكري للأفراد والمجتمعات. وتؤمن المؤسسة بأن نشر الثقافة هو سلم الصعود نحو النهضة والتقدم٫ وسعت لإطلاق مشروعات ثقافية تستهدف مفاصل التنمية في جسد المجتمع الشبابي، تمثل ذلك في تنظيم فعاليات ثقافية أو دعمها، إضافة للمشاركة في المحافل الثقافية المحلية وتبني مبادرات متعددة تدعم الثقافة.
- مبادرة مسك الثقافية.
- مشاركات متعددة في معارض الكتاب في مدينتي الرياض، وجدة، المملكة العربية السعودية.
- تنظيم ندوات مصاحبة لمعارض الكتاب ”تجارب شبابية في التأليف“.
- إقامة ورش عمل تطبيقية عن أهمية القراءة ”الشباب والقراءة“.
- دعم برنامج على اليوتيوب ”يشبهك“.

### التقنية
اهتمت مسك بالمجال التقني كثيراً، حيث تهدف مسك في ظل التطور، إلى جعل المملكة العربية السعودية مركز عالمي للابتكار، من خلال تبني التقنيات المتطورة، لتلبية الاحتياجات واستغلال الإمكانيات المتاحة في السعودية لرفع السعودية إلى مقدمة الدول الابتكارية في العالم.
تعددت اهتمامات مسك بالمجال التقني، سواء من خلال المبادرات والمؤتمرات والبرامج وورش العمل، ويشمل ذلك:
- حملة لا تقطع.[18]
- فعالية كمل.[19]
- مسك الابتكار.[19]
- مسرعة مسك.[20]
- ملتقى شوف.[21]
- شركة تطوير الألعاب الإلكترونية.[22]
- صناع المستقبل.[23]
- أحاديث الحنين الفنية.[24]
- برامج تعليم الذكاء الاصطناعي.[25]

## الشراكات
تؤمن مسك أن التكامل المؤسسي مع الشركاء الرياديين أحد ركائز النجاح. وقد تبنت شراكات محلية وعالمية سخرتها جميعاً لخدمة أهداف المؤسسة الاستراتيجية وأهداف الشركاء، حالياً تقيم المؤسسة شراكات إستراتيجية مع
- قوقل
- لينكد إن
- تويتر
- منظمة الأمم المتحدة للتربية والعلم والثقافة (اليونسكو)
- أكاديمية خان
- جامعة هارفارد
- مجموعة بوسطن الاستشارية.
- إنسياد، (كلية إدارة الأعمال العالمية).[26]
- أكاديمية نيويورك للأفلام

## برنامج قادة 2030
يختص البرنامج بتطوير القادة السعوديين على مستوى عالمي، يتم تقديمه مع شركاء أكاديميين عالميين بأخذ السياق السعودي في الاعتبار، ويهدف البرنامج إلى توظيف إمكانيات القادة لبلوغ أهداف ورؤية المملكة، وتبني أنماط التفكير المختلفة وصقل المهارات وتعزيزها؛ للتعامل مع التحديات غير المسبوقة، وقيادة الفِرق والمؤسسات لتحقيق استراتيجيات الرؤية.

## منتدى مسك العالمي
في نوفمبر 2023، انطلقت النسخة السابعة من منتدى "مسك" العالمي 2023، التي تعد إحدى أكبر المنصات الشبابية في العالم، تحت شعار "فكر وأثّر" حيث يهدف المنتدى لاكتشاف طاقات الشباب.

## الجهات التابعة
يتبع لمؤسسة محمد بن سلمان العديد من القطاعات، هي:
- مدارس مسك.
- مدينة محمد بن سلمان غير الربحية.
- مدارس الرياض للقادة.
- مركز علمي.
- معهد مسك للفنون.
- مانجا.

## الفعاليات
تقوم مؤسسة محمد بن سلمان بالعديد من الفعاليات من أهمها:
- مسك الريادة "لنرتقي".
- جولة مسك – الأحساء.
- ملتقى أثر الشباب.
- تعزيز النمو: فتح أبواب النجاح في التنمية التجارية B2B
- منتدى مسك العالمي 2023.
- زمالة مسك - في واشنطن العاصمة بالولايات المتحدة الأمريكية 2024

## الملتقى
في فبراير 2024، أطلقت مؤسسة محمد بن سلمان "مسك"، فعالية "الملتقى" تحت شعار "هُنا اكتشف مسك". يهدف الملتقى لتمكين طلبة المدارس والجامعات والخريجين من سوق العمل، والتواصل بفعالية مع الخبراء المهنيين والقياديين.

## مهرجان مسك آرت
في أبريل 2017، نظّمت مؤسسة محمد بن سلمان بن عبد العزيز "مسك الخيرية"، مهرجان "مسك آرت"، حيث تخطى عدد الزوار في الأيام الأولى حاجز الـ 63 ألفًا.

## الجوائز
حصلت مؤسسة محمد بن سلمان "مسك"،على جائزة محمد بن راشد للمعرفة لعام2017  تقديراً لجهودها في دعم الجمعيات والمؤسسات الخيرية  وتعزيز قدرات الشباب وتوفير الموارد اللازمة لتمكين المواهب  ونشر المعرفة.

## وصلات خارجية
- الموقع الرسمي
- شراكة مسك مع هارفارد
- شراكة مسك مع أكاديمية خان
- شراكة مسك مع اليونيسكو
- الموقع الرسمي لليونسكو بالعربية